# Cerro Vago
Der Cerro Vago ist ein Hügel auf Half Moon Island im Archipel der Südlichen Shetlandinseln.
Argentinische Wissenschaftler benannten ihn. Der weitere Benennungshintergrund ist nicht überliefert.